# Hernâni Gandra
Hernâni Guimarães Gandra (1914 - 1988) foi um arquitecto português.

## Biografia
Filho de Mário Pereira Gandra, solicitador e pequeno comerciante, e de Aurora Lemo de Rocha de Castro G. Gandra. Teve como irmãs Fernanda, Ângela e Maria Julieta (médica ginecologista e obstretra antifascista, anticolonialista, lutadora pela independência de Angola, comunista e feminista).

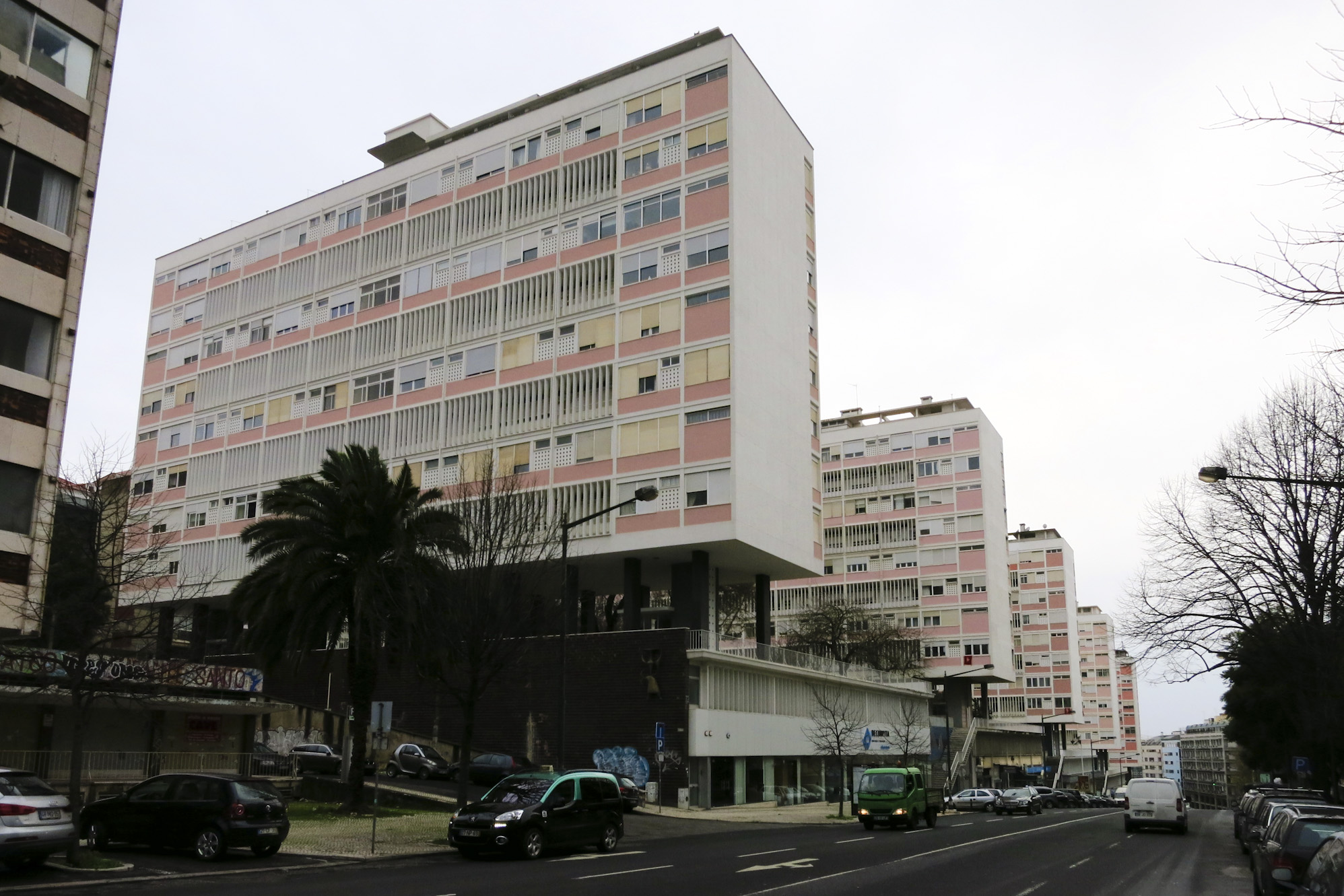
Conjunto Habitacional na Avenida Infante Santo, Lisboa

Hernâni Gandra diplomou-se em arquitectura na Escola de Belas-Artes de Lisboa (EBAL) no ano de 1949.
Pertenceu ao grupo de arquitectos que formou o ICAT - Iniciativas Culturais Arte e Técnica
José Dias Coelho trabalhou como desenhador no atelier que partilhava com Francisco Keil do Amaral e Alberto Pessoa.

## Obras
- Palácio da cidade (com Francisco Keil do Amaral e Alberto Pessoa).[1] Esse palácio que devia ter sido erigido no alto do Parque Eduardo VII, nunca passou de projecto.[1]
- Blocos de apartamentos na Avenida Infante Santo em Lisboa (com Alberto Pessoa e João Abel Manta).[1] Prémio Municipal de Arquitectura
- Clube de Tenis de Lisboa com Keil do Amaral e Alberto Pessoa[4]
- Jardim do Campo Grande com os arquitectos Alberto Pessoa, Francisco Keil do Amaral e os escultores António da Rocha Correia, António Duarte, Costa Mota (sobrinho), Martins Correia, Maximiliano Alves e Raul Xavier.[5]